# Ildløn
Ildløn (Acer tataricum subsp. ginnala), også skrevet Ild-Løn, er et lille, løvfældende træ (eller en stor busk). Væksten er først opret og åben, men den bliver senere mere tæt med vandrette sidegrene og overhængende skud. Den plantes en del i haver og parker for sin hårdførhed og det iøjnefaldende høstløv. Planten er meget plaget af cinnober-svamp. Ildløn er en underart af russisk løn.

## Beskrivelse
Ildløn er et lille, løvfældende træ (eller en stor busk). Væksten er først opret og åben, men bliver senere mere tæt med vandrette grene og overhængende skud. Barken er først glat og grøn, senere rødbrun med lysebrun skyggeside, og til sidst er den lyst gråbrun med fine furer. Knopperne er modsatte, tilliggende, små, kegleformede og brune. 
Bladene er smalt ægformede med 2 fremadvendende, trekantede lapper. Bladranden er groft takket, og stilken er vinrød. Høstfarven er lysende rød. Blomsterne er uanselige og gulgrønne. De sidder i hængende klaser. Frugterne er de velkendte, vingede lønnefrugter, her med parallelle vinger. Frøene spirer villigt, hvis de bliver høstet og sået friske.
Rodnettet er fladt udbredt og fint forgrenet. 
Højde x bredde og årlig tilvækst: 6 x 7 m (35 x 40 cm/år).

## Hjemsted
Ildløn hører hjemme i Kina og det østlige Sibirien samt i Manchuriet, Korea og Japan, hvor den mest forekommer i lyse kratskove på ret tør bund. 
På de løss-dækkede højsletter i det nordvestlige Kina findes endnu rester af de oprindelige skovstepper på tør, kalkrig bund. Her vokser underarten i lysåbne skovsamfund sammen med bl.a. Abies orientalis (en art af ædelgran), Betula chinensis og Betula japonica (to arter af birk),  Corylus heterophylla (en art af hassel), dragegran, dværgelm, japansk elm, livstræ, Lonicera ferdinandii (en art af gedeblad), monoløn, Populus davidiana (en art af poppel), Tilia paucicostata (en art af lind) og vinget benved
| Portal | Portal:Botanik |

## Note
1. ↑  Terrestrial Ecosystems: Mongolian Ecosystems Arkiveret 5. marts 2016 hos  Wayback Machine – en (engelsk) oversigt over de vigtigste økosystemer.